# -scheid
-scheid oder -scheidt ist ein häufiger Siedlungs- oder Flurnamen-Bestandteil.

## Wortherkunft und Bedeutung
Das Wort ist aus dem althochdeutschen scit oder mittelhochdeutschen schit abgeleitet. Erstnennungen der Ortsnamen umfassen häufig die Formen -sceida, -sceitha, -scede oder -schede. Es bezeichnet Flächen, die aus einem Waldgebiet oder einer Allmende durch Rodung ausgeschieden sind, und ist im weitesten Sinne ein Rodungstoponym wie das zur gleichen Zeit verwendete -rode/-reit mit seinen Ableitungen.
Sekundär entwickelten sich aus dem Begriff allgemeine Bezeichnungen wie Grenze (abgetrenntes Land respektive Grenzmarke) oder Wasserscheide (für Bergrücken oder Passlage), wie auch Wegscheide.

## Datierung und Verbreitung
Siedlungsgeschichtlich fallen die -scheid-Orte wie die -rode- und -hagen-Orte überwiegend in die zweite fränkische Besiedlungsphase hauptsächlich zwischen dem 11. und dem 14. Jahrhundert, wobei auch vereinzelt frühere Benennungen ab der zweiten Hälfte des 10. Jahrhunderts zu verzeichnen sind. Ebenso tragen überwiegend nur Orte in einer Höhenlage das Ortsnamensuffix -scheid. Auch dies belegt die vergleichsweise späte Entstehung der -scheid-Orte, in der für Neugründungen nur noch landwirtschaftlich schwer zu erschließende und karge Berggelände zur Verfügung standen.
Die -scheid-Namen kommen in fränkischen Siedlungsgebieten im Rheinland vor, hier hauptsächlich in den rechtsrheinischen Mittelgebirgsregionen zwischen Lahn und Ruhr, vor allem in den Regionen Bergisches Land und Westerwald sowie den linksrheinischen Gebieten der Eifel und des Hunsrücks. Mit abnehmender Tendenz finden sich auch viele -scheid-Namen im westfälischen Sauerland bis ins Waldecker Land, wobei dort regionale Häufungsbereiche (z. B. um Lüdenscheid) zu beobachten sind. Im Norden Luxemburgs herrscht die Kurzform -scht vor, im Osten des Saarlands und in bestimmten Gebieten Lothringens sind sie nur noch in Schrumpfformen wie Barst und Host erhalten. Laut einer Aufstellung von Paul Eduard Vogt sind ungefähr 900 (teilweise abgegangene) Orts- und Bergnamen sowie etwa 140 Flurnamen auf -scheid zu verzeichnen.
| Beispiele: | In Nordrhein-Westfalen: - Burtscheid in Aachen - Herscheid - Krüdenscheid in Velbert - Lüdenscheid - Rescheid in Hellenthal - Remscheid - Wattenscheid - Wülscheid | In Wuppertal: - Bruscheid - Fingscheid - Fingscheidt - Görtscheid - Hohlenscheid - Krutscheid - Lichtscheid - Marscheid - Riescheid - Rottscheidt (Rodung) - Saalscheid (ein Waldgebiet und Ortslage) - Scheidt | Im Westerwald: - Breitscheid - Ehlscheid - Hillscheid - Kurtscheid - Liebenscheid |

Im oberdeutschen Sprachraum ist der Name ebenso heimisch, hier ist er etwas später als im Norden zu datieren und fällt typischerweise ins Spätmittelalter. Besonders im Bairischen finden sich zahlreich Formen Gescheide, meist verkürzt zu Gscheid, die wohl die alten Bildungen darstellen. So sind in Österreich weit über 100 -scheid-Namen vermerkt, darunter aber die Hälfte unechte, durchaus viel jüngere Formen der Typen Wegscheid oder Wegscheide, Gscheidgraben, Scheidgraben, Scheidkreuz (hier immer im Sinne von „Grenze“ verwendet) oder Scheidegg (Im Sinne von Grat- und Passlagen).